# Henri Ier d'Augsbourg
Pour les articles homonymes, voir Henri et Henri Ier.
Henri Ier (mort le 13 juillet 982 près de Cap Colonna) est le 22e évêque d'Augsbourg de 973 à sa mort. En tant que dernier descendant des comtes de Geisenhausen, il porte également le nom de comte Henri de Geisenhausen.

## Biographie
Heinrich est le fils unique de Purchard (Burghart) von Geisenhausen et de sa femme Adélaïde, une fille du duc Arnulf de Bavière. Aucun document n'est connu d'Heinrich sur la période pré-épiscopal. En 973, grâce aux intrigues de ses proches, il devient le successeur d'Ulrich à l'évêché d'Augsbourg.
Henri, son cousin, le duc Henri II de Bavière, et Henri, le duc de Carinthie, se révoltent en 977 lors de la "rébellion des trois Henri" contre l'empereur Otton II que celui-ci réprime. En 978, l'évêque Henri se rend volontairement au jubilé du prince à Magdebourg, où lui et les autres conspirateurs sont jugés. L'évêque Henri est condamné à l'emprisonnement dans une abbaye, puis remis à l'abbé Ludolf de Werden en tant que prisonnier. Henri ne reste à Werden que trois mois, après quoi il est autorisé à retourner dans son diocèse à la demande du clergé d'Augsbourg et des autres évêques de l'empereur.
Dans les années qui suivent, Henri prend soin de son diocèse, qui avait souffert de ses ambitions politiques. Il fait refaire le toit de la cathédrale d'Augsbourg et construit un pont sur le Lech près de Hochzoll. En 980-981, il fait un pèlerinage à Rome, sans doute ce pèlerinage est une pénitence à cause du soulèvement. Avant son voyage à Rome, il cède son propre comté de Geisenhausen à la cathédrale d'Augsbourg.
Henri se montre fidèle à l'empereur après son pardon. Quand Otton II appelle 2 100 chevaliers en Italie en 981, Henri se range du côté de 100 chevaliers de son diocèse. Lors de la bataille du cap Colonne, au cours de laquelle l'armée impériale est écrasée par les Sarrasins et l'empereur Otton s'échappe de justesse, Henri meurt.